# Annie Anderson
Annie Anderson, de son vrai nom Chantal Marguerite Andersson, est une actrice française née le 20 mars 1939, à Paris et morte le 5 mars 1970 à Paris.

## Biographie
Elle fera ses débuts au cinéma à 16 ans, sous le prénom d'Annie.
Elle débuta donc sous la houlette de Pierre Gaspard Huit dans La mariée est trop belle.
Elle fut découverte par André Hunebelle avec lequel elle tourna cinq des six films qui jalonnent sa brève carrière. Fasciné par la beauté de la jeune fille, il va la faire tourner dans de gros succès populaires comme Le Capitan, Le Bossu et Le Miracle des loups mais ce ne sera pas suffisant pour donner un envol à sa carrière, elle disparut des écrans après un dernier modeste rôle dans Furia à Bahia pour OSS 117 en 1965.
Elle se suicide par pendaison le 5 mars 1970. Elle repose au cimetière Saint-Jean de Saint-Quentin (Aisne).

## Filmographie

### Cinéma
- 1956 : La mariée est trop belle
- 1959 : Arrêtez le massacre
- 1959 : Le Bossu : Arthémise (une invitée du prince de Gonzague)
- 1960 : Le Capitan : Béatrice de Beaufort
- 1961 : Le Miracle des loups : Catherine du Tillais
- 1965 : Le Vampire de Düsseldorf : Paula
- 1965 : Furia à Bahia pour OSS 117 : Consuela Moroni 2